# راي سير
راي سير هو لاعب هوكي الجليد كندي، ولد في 2 مايو 1933 في كامبلتون ‏ في كندا.

## وصلات خارجية
- راي سير على موقع HockeyDB.com (الإنجليزية)